# Пітер Гаґґет
Пі́тер Га́ґґет (англ. Peter Haggett; 24 січня 1933, Полетт, Англія, Велика Британія — 9 лютого 2025) — британський географ.

## Життєпис
Народився в містечку Полетт у Сомерсеті. Закінчив Кембриджський університет, після закінчення викладав у школі Св. Катарини при університеті, потім університетському коледжі в Лондоні. 1957 року, здобувши ступінь магістра географії в Кембриджі, якийсь час викладав у alma mater (коледжі Фіцвільям). Від 1966 року — в університеті Бристоля, в 1966—1988 роках був завідувачем кафедри міської та регіональної географії. Володар двох докторських ступенів (PhD, 1969 та DSc, 1985). Був членом Південно-Західної ради економічного планування, ради Королівського географічного товариства, університетського комітету з грантів, Національної ради з радіаційної безпеки.
Був віцепрезидентом Британської академії, є одним із засновників Європейської академії наук (причому серед її перших членів лише він і Торстен Гегерстранд були географами).
Іноземний член Національної академії наук США (2008).
Нині — почесний професор.
Живе з дружиною в Сомерсеті.

## Внесок в науку
Пітер Гаґґет відомий як один із теоретиків школи просторового аналізу. 1972 року опублікував книгу «Географія: синтез сучасних знань», яка, разом із роботами Волтера Айзарда, Вільяма Банґе та Девіда Гарві, є важливим теоретичним узагальненням досвіду географів цього напряму. Від кінця 1960-х Гаґґет починає цікавитися медичною географією, від середини 1970-х займається переважно проблемами поширення епідемій, територіальними відмінностями в здоров'ї населення, співпрацює з низкою міжнародних організацій.

## Нагороди
- 1991 — премія Вотрена Люда. Пітер Гаґґет став першим лауреатом нагороди, яку вважаються Нобелівською премією з географії.

## Основні праці
- Models in Geography, 1967 (редактор, разом із Річардом Чорлі[en])
- Network Analysis in Geography, 1969 (у співавторстві з Річардом Чорлі)
- Geography: a Modern Synthesis, 1972,
- The Geographical Structure of Epidemics, 2000
- World Atlas of Epidemic Diseases, 2004
- Geography: a Global Synthesis, 2005 (у співавторстві з Олексієм Скопіним)